# Isla Zayachy

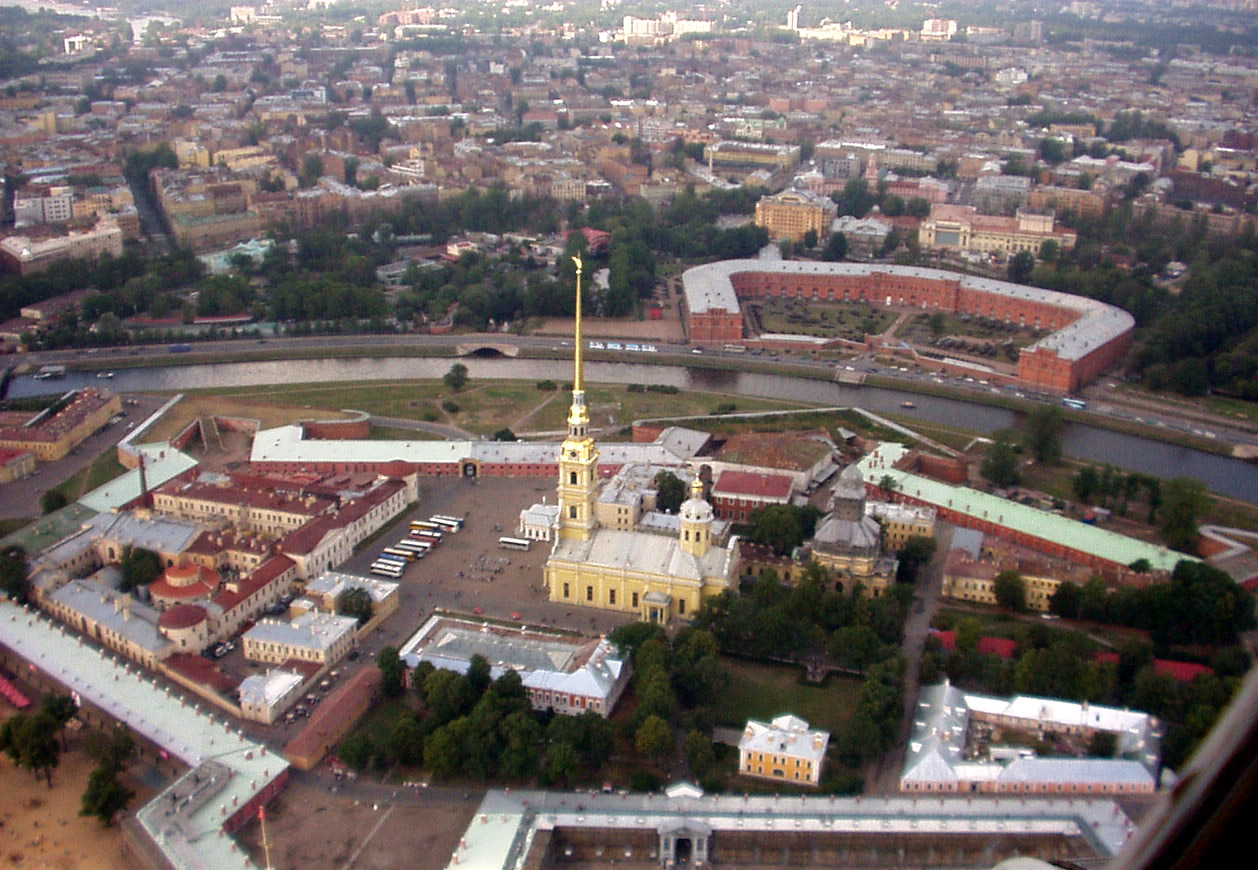
Vista aérea de la isla.

Isla Záyachi (Ruso: Заячий остров, "Isla de las liebres", transliteración: Óstrov Záyachi, también conocida como Haseninsel) es una isla en el río Neva en San Petersburgo, Rusia. Está separado por el Estrecho de Kronverkski, de la isla Petrogradski al norte, a la que está vinculada por los puentes Kronverkski e  Ioánnovski.

## Historia
Isla Záyachi fue en gran parte pantanosa, despoblada y sin complicaciones hasta 1703, cuando Pedro el Grande inició la construcción de la fortaleza de Pedro y Pablo que, por sí mismo, colocó las piedras angulares. Hasta finales del siglo XIX, había tres canales dentro de la fortaleza, que divide la isla en cuatro partes. Los canales se llenaron por el siglo XIX. La isla se describe como unas vistas pintorescas del centro histórico de la ciudad y el río Neva.

### Masacres
Durante el Terror Rojo, la isla fue el lugar de las matanzas de enemigos del Estado. Los cuerpos fueron descubiertos durante la reciente construcción de una carretera que une el aparcamiento. Algunas estimaciones sitúan el número de enterrados en cientos y posiblemente en miles. El Memorial de derechos humanos de la caridad está tratando de convencer a las autoridades para investigar las fosas correctamente.